# Zürichsee-Zeitung
Die Zürichsee-Zeitung, kurz auch Seezeitung oder ZSZ, ist eine regionale Tageszeitung im Schweizer Kanton Zürich.
Sie erscheint im Verlag der Zürcher Regionalzeitungen von Tamedia und hat eine WEMF-beglaubigte Gesamtauflage von 16'532 verkauften bzw. 16'802 verbreiteten Exemplaren.

## Geschichte
Die Zürichsee-Zeitung wurde 1844 als liberales Wochenblatt vom Zürichsee von der Lesegesellschaft Stäfa gegründet, ausdrücklich mit dem Ziel, nach und nach den Kirchenruf zu verdrängen. Am 4. Januar 1845 erschien die erste Ausgabe. Schon nach der vierten beschloss die Gemeinde Stäfa, das Wochenblatt anstelle des Wädenswiler Allgemeinen Anzeigers vom Zürichsee als amtliches Publikationsorgan zu verwenden (später wurde es amtliches Publikationsorgan des Bezirkes Meilen und der Gemeinde Zollikon). In der Folge änderte das Wochenblatt mehrmals den Namen: 1846 Wochenblatt der Bezirke Meilen und Horgen, 1849 Wochenblatt für Meilen und Hinwil, ab 1854 Wochenblatt des Bezirkes Meilen. 1857 übernahm Rudolf Gull die Geschäftsleitung der Zeitung, 1881 sein Sohn Emil. Ab 1858 erschien die Zeitung zweimal wöchentlich (änderte den Namen aber erst 1869 zu Anzeiger des Bezirkes Meilen), ab 1894 dreimal wöchentlich. 1887 verkaufte die Lesegesellschaft die Zeitung an die Familie Gull. Diese gründete 1902 die Buchdruckerei Stäfa AG, die den Verlag und die Druckerei des Anzeigers des Bezirkes Meilen hielt. Emil Gull benannte ihn 1907 in Zürichsee-Zeitung um und baute ihn 1914 zur Tageszeitung aus.

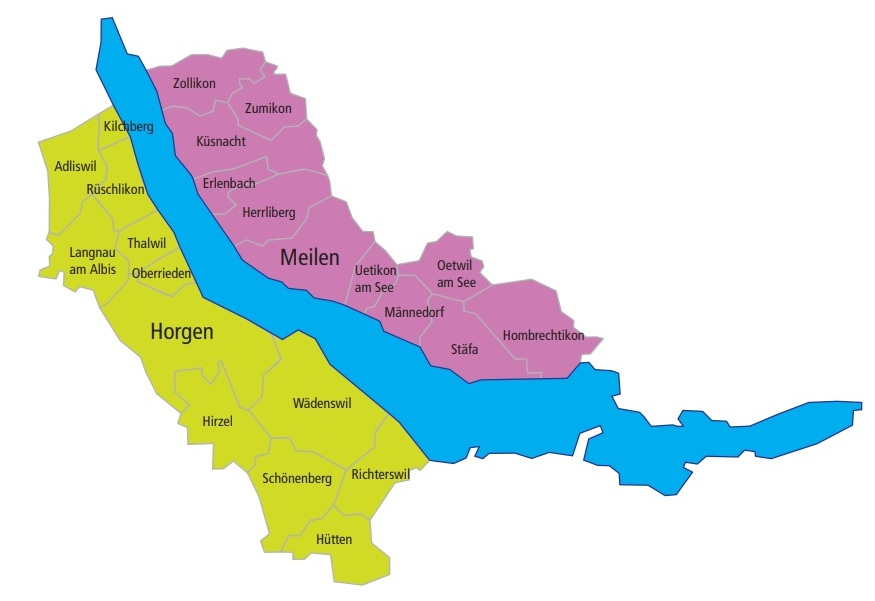
Verbreitungsgebiet der Zürichsee-Zeitung

1914 trat Theodor Gut senior als 24-jähriger Student in die Redaktion der Zürichsee-Zeitung ein und wurde 1920 Chefredaktor. Emil Gull leitete das Unternehmen noch bis 1925, danach trat sein Bruder Albert an seine Stelle. Theodor Gut konnte 1933 den Verlag übernehmen und gab der Zürichsee-Zeitung eine pointiert freisinnige Ausrichtung. Nach seinem Tod 1953 übernahmen das Unternehmen seine Söhne, Ulrich Gut als Delegierter und Theodor Gut junior als Präsident und Chefredaktor. Dieser leitete den Wandel der Zürichsee-Zeitung zur parteiunabhängigen Forumszeitung ein.
1983 gründete die Buchdruckerei Stäfa AG (1990 umbenannt in Zürichsee Medien AG) mit anderen das Lokalradio Radio Zürisee, konnte sich aber wegen wettbewerbsrechtlicher Einschränkungen vorerst nur mit 10 % beteiligen. 1990 nahm sie mit den am Aktienkapital beteiligten Partnern Zürcher Oberländer, Zürcher Unterländer, Linth-Zeitung, Zolliker Bote, Allgemeiner Anzeiger vom Zürichsee, Grenzpost am Zürichsee und dem Zeitungsfördertechnik-Unternehmen Ferag die Zeitungsdruckerei DZO Oetwil am See in Betrieb, welche die Zürichsee-Zeitung und die Zeitungen der Partner druckte. 1991 übernahm der Sohn von Theodor Gut junior, der dritte Theodor Gut, das Verwaltungsratspräsidium der Zürich Medien AG.

## Regional- und Lokalausgaben

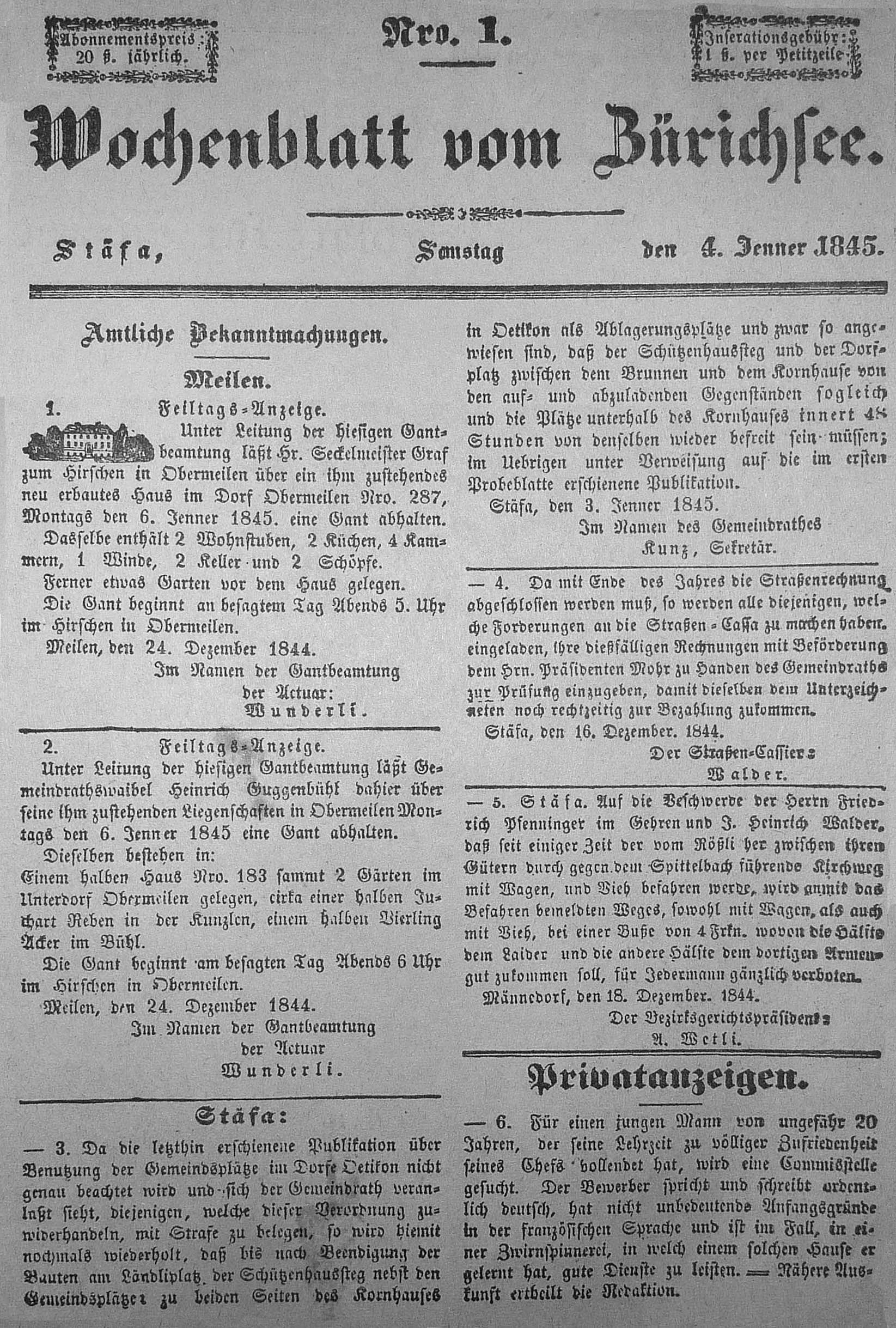
Frontseite der ersten Ausgabe des Wochenblatts vom Zürichsee vom 4. Januar 1845

1969 wurden der 1841 gegründete Wädenswiler Allgemeine Anzeiger vom Zürichsee und 1971 die 1865 gegründete Richterswiler Grenzpost am Zürichsee Kopfblätter der Zürichsee-Zeitung. Damit gelang der seit langem angestrebte Sprung über den See; die Auflage stieg von 20’000 auf 28’000 Exemplare.
1997 gründeten die Zürichsee-Zeitung und die ofa Orell Füssli Werbe AG (seit 1998 Publigroupe) die Zürichsee Presse AG (ZSZ 55 %, ofa 45 %) zur Herausgabe einer gemeinsamen Tageszeitung von fünf Blättern: der Zürichsee-Zeitung, den zwei der ofa gehörenden, bisher dreimal wöchentlich erscheinenden Zeitungen Sihltaler, Langnau am Albis, und Anzeiger des Bezirkes Horgen, Horgen, sowie über Zusammenarbeitsverträge der Linth-Zeitung, Rapperswil, und der Grenzpost am Zürichsee. Den überregionalen Mantel lieferte die Zürichsee-Zeitung. Die Zeitung erschien erstmals am 21. Oktober 1997 in vereinheitlichter Aufmachung, aber, mit Ausnahme des Anzeigers von Horgen, der nun als Zürichsee-Zeitung erschien, mit den bisherigen Titeln. Die Gesamtauflage dieser als «Zürichsee-Zeitungen» bezeichneten Blätter betrug rund 50'000 Exemplare.
Das Kopfblatt Allgemeiner Anzeiger vom Zürichsee ging dabei in der Zürichsee-Zeitung auf. Die Zürichsee-Zeitung hatte deren Verlagsrechte übernommen, und übernahm 1998 auch diejenigen der Grenzpost am Zürichsee und der Linth-Zeitung.
Die mit der Herausgabe der neuen Publikation verbundene Umwandlung zu Tageszeitungen der bisher dreimal wöchentlich erscheinenden Regionalblätter und amtlichen Publikationsorgane im Bezirk Horgen und im Sihltal führte bei den dortigen Gemeindebehörden zu Befürchtungen, die Auflagen könnten wegen der höheren Abonnementspreise so stark sinken, dass damit die Bevölkerung nicht mehr ausreichend mit den amtlichen Nachrichten erreicht werden könnte. Das trat jedoch nicht ein.
2000 übernahm die Zürichsee-Zeitung zusätzlich die bisher dreimal wöchentlich erscheinende March Höfe Zeitung, Lachen, und gliederte sie in den Verbund der Zürichsee-Zeitungen ein. Sie erschien nun mit fünf Regionalausgaben: Zürichsee-Zeitung Bezirk Meilen, Zürichsee-Zeitung linkes Ufer, Zürichsee-Zeitung Sihltal-Thalwil, Zürichsee-Zeitung Linth-Zeitung und Zürichsee-Zeitung March Höfe. Die Gesamtauflage stieg auf 50'787 Exemplare.

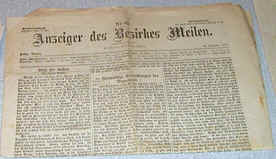
Anzeiger des Bezirkes Meilen, Vorgänger der ZSZ 1868–1874

2006 übernahm die Zürichsee-Zeitung den wöchentlich erscheinenden Zolliker Boten und 2008 den dreimal wöchentlich erscheinenden Thalwiler Anzeiger. Beide wurden unverändert weitergeführt.
2009 reduzierte die Zürichsee-Zeitung durch Zusammenlegungen die Anzahl der Regionalausgaben von fünf auf drei: Zürichsee-Zeitung Bezirk Meilen, Zürichsee-Zeitung Bezirk Horgen (bisher Zürichsee-Zeitung linkes Ufer und Zürichsee-Zeitung Sihltal-Thalwil) und Zürichsee-Zeitung Obersee (bisher Zürichsee-Zeitung Linth-Zeitung und Zürichsee-Zeitung March Höfe). Der Sihltaler wurde aus dem Verbund genommen und erscheint seither zweimal wöchentlich.
2018 legten die Zürichsee-Zeitung und die Südostschweiz ihre Regionalausgaben Zürichsee-Zeitung Obersee bzw. Südostschweiz Gaster und See zur Linth-Zeitung mit Sitz in Rapperswil-Jona und Uznach zusammen. Chefredaktor ist Urs Zweifel. Die erste Ausgabe erschien am 1. Oktober 2018. Die dazugehörige LZ Linth Zeitung AG gehört zu 51 Prozent Somedia und zu 49 Prozent Tamedia.

## Beteiligung derNeuen Zürcher Zeitung
2005 verkaufte die Publicitas ihre Beteiligung an der Zürichsee Presse AG: 5 % an die Zürichsee Medien AG, 20 % und 2007 weitere 20 % an die FPH Freie Presse Holding der Neuen Zürcher Zeitung und 2005 einen 40-%-Anteil am Zürcher Unterländer in Dielsdorf ZH an die FPH. Von einer Vermögensverwalterin übernahm die FPH zudem 38 % am Zürcher Oberländer, Wetzikon. 2006 gründeten die drei Regionalzeitungen die Zürich Land Medien AG, welche die Mantelseiten unter dem Namen Zürcher Landzeitung für die drei Blätter produzierte.

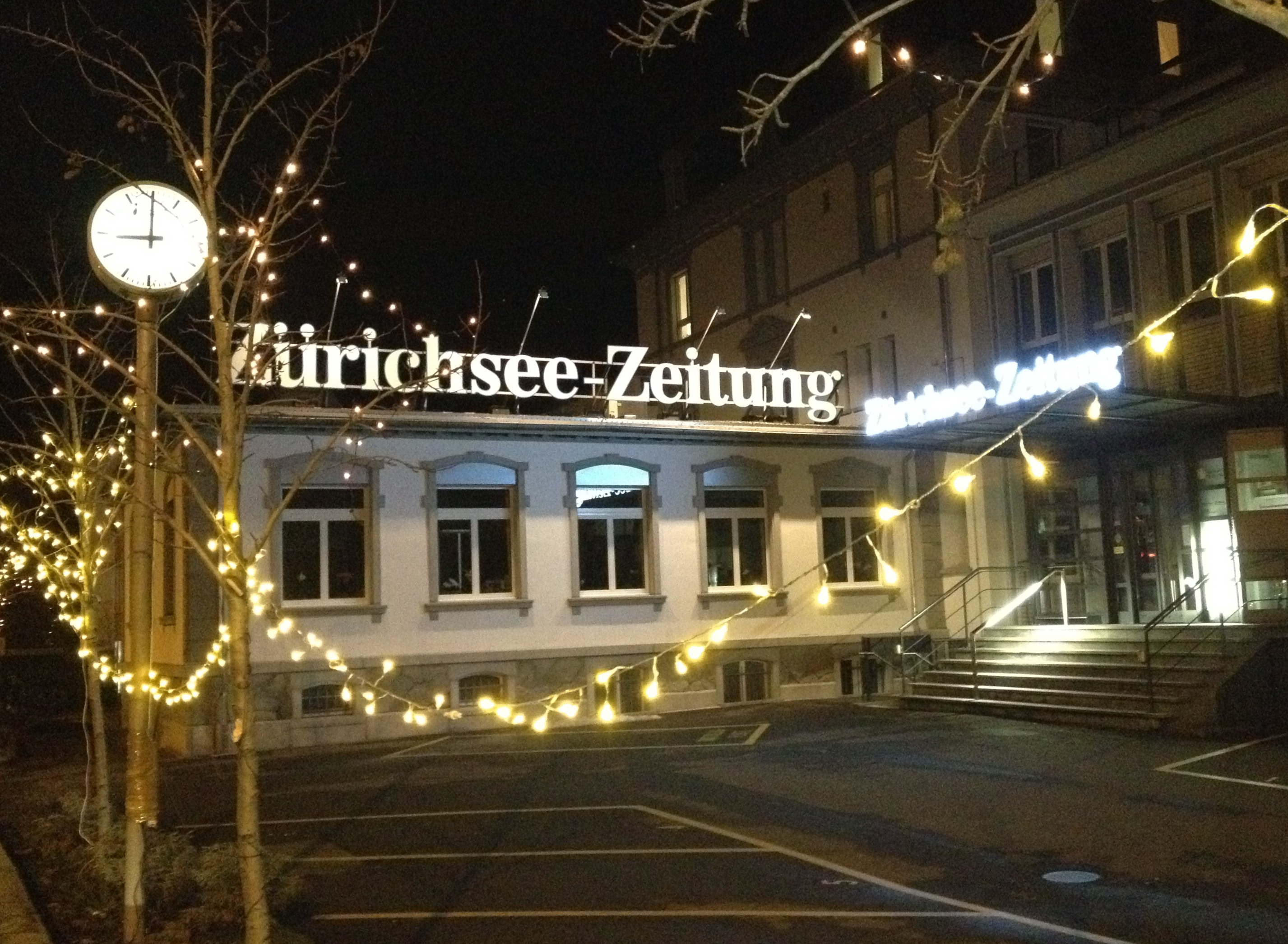
Das alte Gebäude der ZSZ in Stäfa (mittlerweile abgerissen)

## Übernahme durch Tamedia
Weil die Familie Gut keinen eigenen Nachfolger für die Leitung der Zeitung fand, schrieb sie ihre Beteiligung von 60 % an der Zürichsee Presse AG wie auch die Minderheitsbeteiligungen an der Zürichsee Druckerei AG und am Radio Zürisee 2010 zum Verkauf aus. Tamedia übernahm die Zürichsee-Zeitung, während die Anteile an Zürichsee Druckerei AG und Radio Zürisee vorerst im Besitz der Familie Gut blieben. Ein Vorkaufsrecht der FPH an der Zürichsee Presse AG, an der sie bereits 40 % hielt, war, weil ein Paket und nicht nur die Zürichsee Presse AG zum Verkauf stand, nach Ansicht der Zürichsee Medien AG hinfällig. Dies leitete einen Beteiligungstausch zwischen Tamedia und der FPH ein, in dessen Rahmen Tamedia der FPH ihre 100-%-Beteiligung an der Thurgauer Zeitung überliess, die 40 % der FPH übernahm und damit alleiniger Besitzer der Zürichsee-Zeitung wurde und sie in den Verbund der Zürcher Regionalzeitungen eingliederte.
Ab 2011 übernahm der Winterthurer Landbote, an dem Tamedia seit 2005 eine Minderheitsbeteiligung hielt, anstelle der Zürichsee-Zeitung die Produktion der Mantelseiten für die Zürcher Regionalzeitungen. Tamedia kündigte den Auftrag auf Ende 2013 aber wieder, worauf sie Ende August 2013 den Landboten ganz übernehmen konnte. Die Produktion der internationalen und nationalen Mantelseiten wurde darauf ab 2014 der Berner Zeitung übertragen, der Mantel für Stadt und Kanton Zürich wird seither von einer eigenen Kantonsredaktion der Zürcher Regionalzeitungen in Winterthur produziert.
Seit Anfang 2018 erstellen nur noch je eine deutsch- und eine französischsprachige Tamedia-Redaktion den internationalen/nationalen Mantel (Inland, Ausland, Wirtschaft und Sport) für die 12 bezahlten Tages- und 2 Sonntagszeitungen der Tamedia. Chef der deutschsprachigen Mantelredaktion war bis März 2023 der vorherige Chefredaktor von Tages-Anzeiger/SonntagsZeitung Arthur Rutishauser (er blieb zudem Chefredaktor der SonntagsZeitung), seither Raphaela Birrer. Benjamin Geiger bleibt Chefredaktor der Zürcher Regionalzeitungen Zürichsee-Zeitung, Landbote und Zürcher Unterländer.
Auf den 1. Juni 2021 ist der operative Start des Zürcher Zeitungsverbunds geplant.

## Chefredaktoren
- 1849–1854: Ignaz Sartori, wurde 1854 zum Professor am Zürcher Kantonalen Gymnasium gewählt.
- 1854–1858: G. Bodmer, Sekundarlehrer.
- 1858–1873: Rudolf Gull, † 1873.
- 1873–1881: Luise Gull-Bosshard, † 1881; sie musste die Zeitung übernehmen, weil ihr Ehemann Rudolf Gull unerwartet früh starb, und wurde wesentlich im Verlag von ihrem Vater, Gemeindeschreiber von Stäfa und ehemaliger Lehrer, und in der Redaktion von den Pfarrern Hemmann von Herrliberg und Wissmann von Meilen unterstützt.
- 1881–1920: Emil Gull, 1860‒1929; erst 21-jährig, musste er nach dem Tod seiner Mutter 1881 Geschäftsleitung und Redaktion des Wochenblatts übernehmen; eine Polemik zwischen dem Wochenblatt und dem Volksblatt von Meilen Anfang 1887 veranlasste die Lesegesellschaft, ihm das Wochenblatt zu verkaufen.
- 1920–1948: Theodor Gut senior, 1890‒1953,[2] Gründer des Buchverlags Theodor Gut, baute das Unternehmen stark aus; 1920 Sekretär der kantonalen FDP, 1933 Präsident, 1935–1946 Nationalrat; setzte gegenüber anderen Tendenzen die Abgrenzung von den faschistischen Fronten durch; während des Zweiten Weltkriegs Verbindungsoffizier des Bundesrats zur Abteilung Presse und Funkspruch.
- 1953–1987: Theodor Gut junior, 1917–1999,[3] promovierter Jurist, 1963–1971 FDP-Kantonsrat, 1967–1979 Nationalrat, 1967–1982 Mitglied des leitenden Ausschusses des Schweizerischen Verbands der Zeitungs- und Zeitschriftenverleger, Oberstleutnant.
- 1988–1998: Ulrich E. Gut, * 1952, promovierter Jurist, seit 1977 verheiratet mit der ehemaligen Zürcher Regierungsrätin Ursula Gut-Winterberger. 1984–1987 im Generalsekretariat des damaligen EVED, 1987 persönlicher Mitarbeiter von Bundesrat Leon Schlumpf, ab 1988 Chefredaktor der Zürichsee-Zeitung.[25] Überraschender Rücktritt von allen operativen Ämtern im April 1998 nach dem Entscheid des Verwaltungsrates, die Leitung von Verlag und Redaktion unter Führung des Verlags zu trennen.[26] Von 1991 bis 1999 gehörte Ulrich Gut als Vertreter der FDP dem Zürcher Kantonsrat an.[25]
- 1998–2001: Luzi Bernet, * 1963; davor Stellvertreter von Ulrich E. Gut, 2002 Wechsel zum Gründungsteam der NZZ am Sonntag, 2004 Ernennung zum Ressortleiter Schweiz, 2006 zum stellvertretenden Chefredaktor, seit 2010 Nachrichtenchef und Mitglied der Chefredaktion der NZZ.
- 2002: Benjamin Geiger, * 1965; ab 1997 stellvertretender Leiter der Regionalredaktion linkes Ufer, ab 1999 Leiter der Aussenstellen in Horgen, Adliswil und Wädenswil/Richterswil, ab 1. Februar 2002 Chefredaktor.